# Sabah Fakhri
Sabah Fakhri (àrab: صباح فخري, Ṣabāḥ Faẖrī), nom artístic de Sabah al-Din Abu Qaws (Alep, 2 de maig de 1933 - Damasc, 2 de novembre de 2021), fou un cantant tenor sirià.
Amb més de 50 anys de fama i popularitat com a cantant, Sabah Fakhri destaca per haver transformat i popularitzat les muwaixxahat i les qudud halabiyya, dues formes musicals tradicionals àrabs. Va ser molt conegut tant pel seu fort vocalisme, per l'execució de les maqamat i per les seves harmonies, com per les seves actuacions carismàtiques.

## Biografia
Sabah va néixer a Alep, Síria. Es va matricular a l'Acadèmia de Música Àrab d'Alep. Després va estudiar a l'Acadèmia de Damasc, on es va graduar el 1948. El seu nom artístic «Fakhri» li fou donat pel seu mentor, el dirigent nacionalista sirià Fakhri al-Barudi, que el va animar, essent encara jove, a quedar-se a Síria i no viatjar a Itàlia. Una de les seves primeres actuacions va ser el 1948 al Palau Presidencial de Damasc, davant del president Shukri al-Quwatli i del primer ministre Jamil Mardam Bey. A diferència de molts altres artistes àrabs, mai va estudiar o treballar al Caire, i de fet insistia que la seva fama enllaçava amb el patrimoni artístic de la seva pàtria, Síria.
Sabah Fakhri és un dels pocs cantants àrabs que ha assolit una certa popularitat arreu del món tot cantant només en àrab. El seu nom està registrat al Llibre Guinness de Rècords per la proesa que va fer a Caracas, Veneçuela, on va cantar durant 10 hores seguides, sense pausa.
El 1998 Fakhri va esdevenir membre del Parlament sirià com a representant dels artistes.

## Interacció amb l'audiència
Quan actuava, Fakhri insistia a interactuar amb l'audiència. Abans de cantar, s'assegurava de tenir una bona atmosfera tot comptant amb bon músics i amb un sistema de so apropiat. Mentre actuava, demanava que els llums es mantinguessin encesos, per poder interactuar amb l'audiència. Deia que l'audiència jugava un paper clau per treure fora la creativitat de l'intèrpret. L'audiència havia de ser conscient de la música i la poesia, de manera que valoressin millor la música que els oferia.

## Principals obres
Fakhri va cantar moltes cançons tradicionals d'Alep, basades en els poemes d'Abu-Firàs al-Hamdaní, d'al-Mutanabbí i d'altres poetes. També va treballar amb compositors contemporanis. Alguns de les seves cançons més populars són:
- Yā Hādī al-‘Ess / Mālek Yā Ḥelwa(t) Mālek
- Khamrat el-Ḥobb
- Yā Ṭīra(t) Ṭīrī
- Fōg el-Nakhal (cançó iraquiana)
- 'Adduka al-Maigāss
- Yā Māl el-Shām
- Muwashshaḥ Imlīlī / Yā Shādī el-Alḥān
- Eba‘atlī Jawwāb
- Ah Yā Ḥelō

## Premis
Fakhri va rebre l'Orde sirià del Mèrit en Grau Excel·lent de mans del president sirià Baixar al-Àssad com a reconeixement per la seva tasca de fer reviure el patrimoni artístic de Síria.

## Distincions
- : Gran Cordó de l'Orde del Mèrit Civil iraquià.
- : Comanador de l'Orde del Cedre libanès.
- Gran cordó de l'orde d'Ouissam Alauita (Marroc)
- : Gran Cordó de l'Orde del Mèrit Civil omanita.
- : Gran Cordó de l'Orde del Mèrit Cultural tunisià.